# Fosterovenator

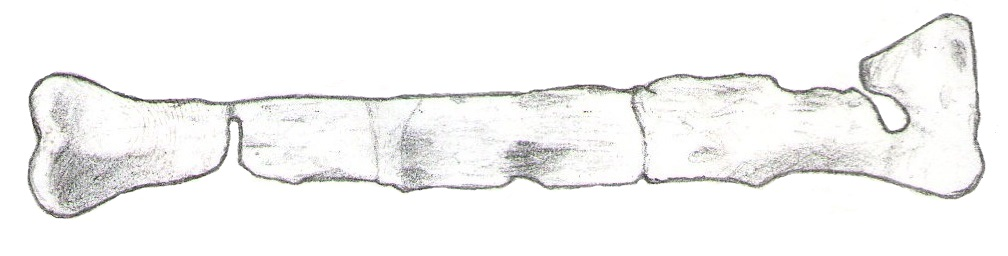
YPM VP 058267D

Fosterovenator churei is een vleesetende theropode dinosauriër, die tijdens het late Jura leefde in het gebied van het huidige Noord-Amerika.
In 1879 voerde Arthur Lakes in opdracht van Othniel Charles Marsh opgravingen uit in Quarry 12, in de Como Bluff in Wyoming waar eerder William Harlow Reed fossielen gevonden had. Spectaculaire fossielen in de groeve omvatten onder andere het skelet van Stegosaurus ungulatus. Mindere vondsten bleven onbeschreven tot in de eenentwintigste eeuw, toen Sebastian G. Dalman de museumkasten nog eens naploos. Er bleken zich ook fragmentarische botten van theropoden onder te bevinden. De meeste daarvan behoorden zoals verwacht tot Allosaurus maar er zaten ook beenderen tussen die daarvoor te klein leken. Aangenomen dat dit geen jongen van Allosaurus waren, zou het om een nog onbekende soort kleine theropode kunnen gaan.
In 2014 benoemde en beschreef Dalman de typesoort Fosterovenator churei. De geslachtsnaam eert de paleontoloog John Russell Foster en verbindt diens naam met een Latijn venator, "jager". De soortaanduiding eert de paleontoloog Daniel Chure.
Het holotype, YPM VP 058267A, B, C, is gevonden in een laag van de Morrisonformatie die dateert uit het Kimmeridgien-Tithonien. Het bestaat uit drie brokken steen die samen een rechterscheenbeen vormen, vergroeid met het sprongbeen. Het zou om een jong dier gaan. Het paratype is YPM VP 058267D, een element dat door Dalman werd geïnterpreteerd als een rechterkuitbeen van een veel groter individu. Michael Mortimer wees er later op dat dit bot vermoedelijk ook een scheenbeen is aangezien de onderkant te breed is voor een kuitbeen. In dat geval moet wel de bovenkant door compressie afgeplat zijn. Daarbij is een verband met het holotype niet te bewijzen. Mortimer betreurde ook het feit dat de foto's in het beschrijvende artikel niet scherp genoeg zijn om waar te nemen welk deel van de botten de oorspronkelijke botwand is en welk deel een breukvlak.
Het paratype heeft een lengte van 27,5 centimeter wat wijst op een lichaamslengte van zo'n drie meter. Het holotype is een veel kleiner dier.
Wat de onderscheidende kenmerken zijn, is zeer onzeker want het is onduidelijk waarvan Fosterovenator zich moet onderscheiden: de verwantschappen zijn niet consistent door Dalman vastgesteld. De bovenkant van het scheenbeen wijkt af van dat van alle bekende Theropoda uit de Morrison, zijnde Allosaurus, Ceratosaurus, Torvosaurus, Saurophaganax en Tanycolagreus. De crista cnemialis is dik en de lobben aan de achterzijde van het bovenvlak zijn opvallend afgerond, ver uiteenstaand en gescheiden door een diepe V-vormige inkeping. Daarbij is de binnenste lob groter dan de buitenste. Volgens Dalman was ook het kuitbeen uniek; volgens Mortimer zo uniek dat het geen kuitbeen kan zijn.
Dalman plaatste Fosterovenator in de Ceratosauridae. Dit was echter niet gebaseerd op een exacte kladistische analyse. Hij gaf ook geen enkel kenmerk aan dat ceratosauride zou moeten zijn. Daarbij stelde hij in het artikel dat het duidelijk om een basaal lid van de Tetanurae gaat, ook weer zonder onderbouwing en vergetende dat de Ceratosauridae helemaal niet tot de Tetanurae behoren. Verder meende hij dat het dier nauwer verwant was aan Elaphrosaurus dan aan Ceratosaurus wat zou impliceren dat het niet de Ceratosauridae behoort want ook Elaphrosaurus is geen ceratosauride. Dalman maakte zijn relaas nog onsamenhangender door te stellen dat het om het oudste bekende lid van de Abelisauroidea op het Noordelijk Halfrond zou gaan aangezien de Ceratosauridae daar ook al niet toe behoren. Deze inconsistenties kunnen worden opgelost door aan te nemen dat Dalman  per abuis de termen "Ceratosauridae" en "Tetanurae" toepaste waar hij Ceratosauria bedoelde. Overigens is het volgens Mortimer gezien het hoge sprongbeen in feite wel een tetanuur, een lid van de Coelurosauria.